# Miroslav Hrbek
Miroslav Hrbek est un hockeyeur sur luge handisport tchèque, né le 26 février 1965 à Prachatice.

## Biographie
Il est désigné porte-drapeau pour la cérémonie d'ouverture des Jeux paralympiques d'hiver de 2018.

## Palmarès

### Jeux paralympiques
| Épreuve / Édition | Vancouver 2010 | Sotchi 2014 | Pyeongchang 2018 |
| Équipe hommes     | 5e             | 5e          |                  |